# Prostredný Mengusovský štít
Prostredný Mengusovský štít (polsky Mięguszowiecki Szczyt Pośredni) je pohraniční štít v hlavním hřebeni Vysokých Tater. Ze tří Mengusovských štítů je nejnižší, ale nejobtížněji dostupný.
Horolezecky je zajímavá exponovaná hřebenovka se slaňováním ze skaních jehel, i obě stěny – v severovýchodní mají své prvovýstupy např. bratři Komárničtí a J. Kukuczka, v jihozápadní kromě prvovýstupců i W. Stanisławski.

## Topografie
Od Východního Mengusovského štítu ho odděluje Mengusovské sedlo, které je turisticky přístupné z Polska (kdysi bylo i ze slovenské strany od Velkého Hincova plesa). Od Velkého Mengusovské štítu ho dělí Vyšné Mengusovské sedlo. Má tři vrcholy, hlavní je severozápadní, který má uťatou věž ve směru na východ. V severozápadním hřebenu se nacházejí dvě jehly – Malá a Velká Mengusovská jehla. Na severovýchod do Mengusovského kotle, nazývaného Bańdzioch, spadá 370metrovou stěnou. Na slovenské straně jihozápadní stěnu protíná šikmá Prostredná Mengusovská lávka, stoupající vlevo nahoře – část normálka, polsky Droga po Głazach.

## Galerie

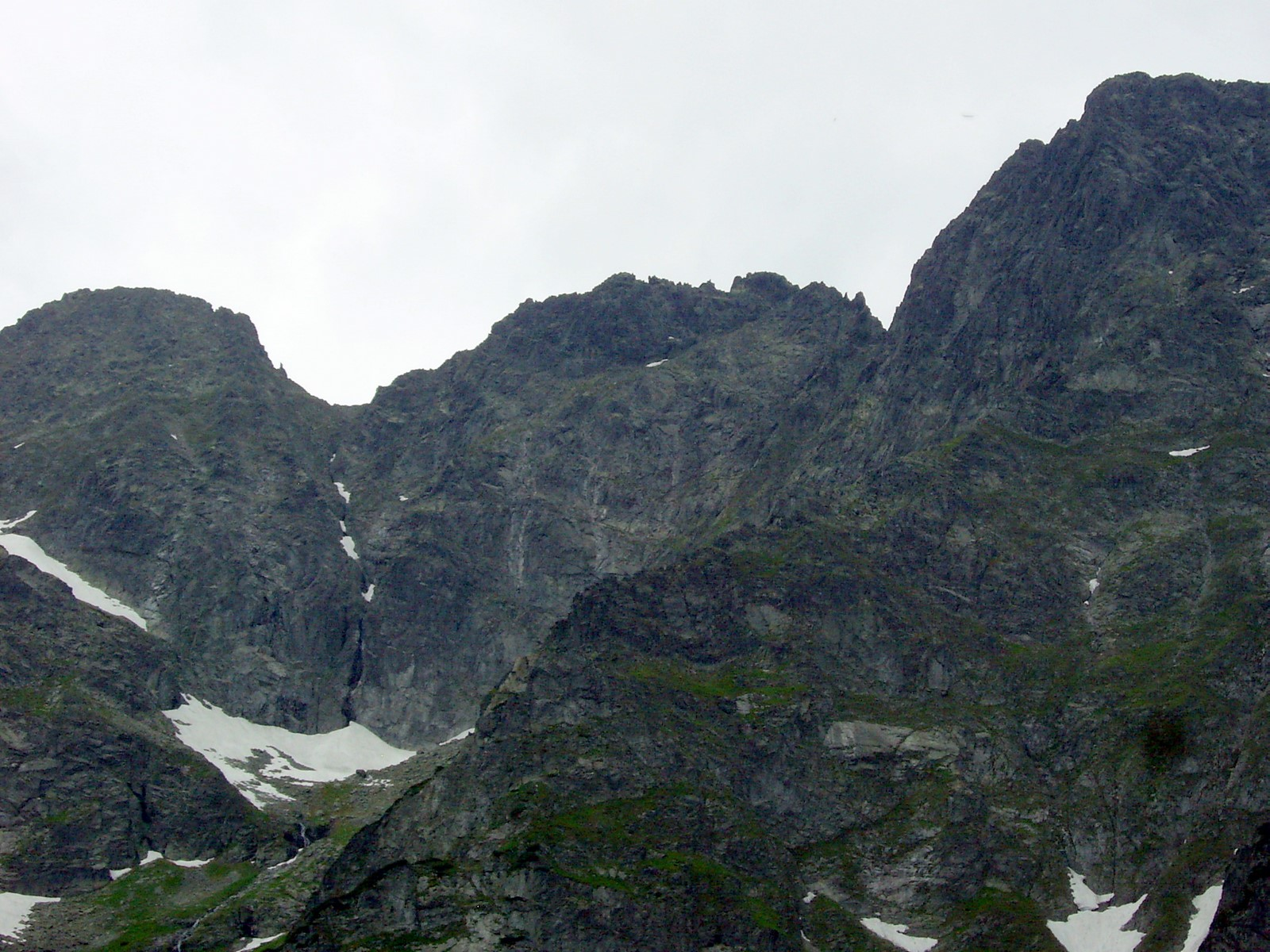
Zľava Východný, Prostredný a Veľký Mengusovský štít.
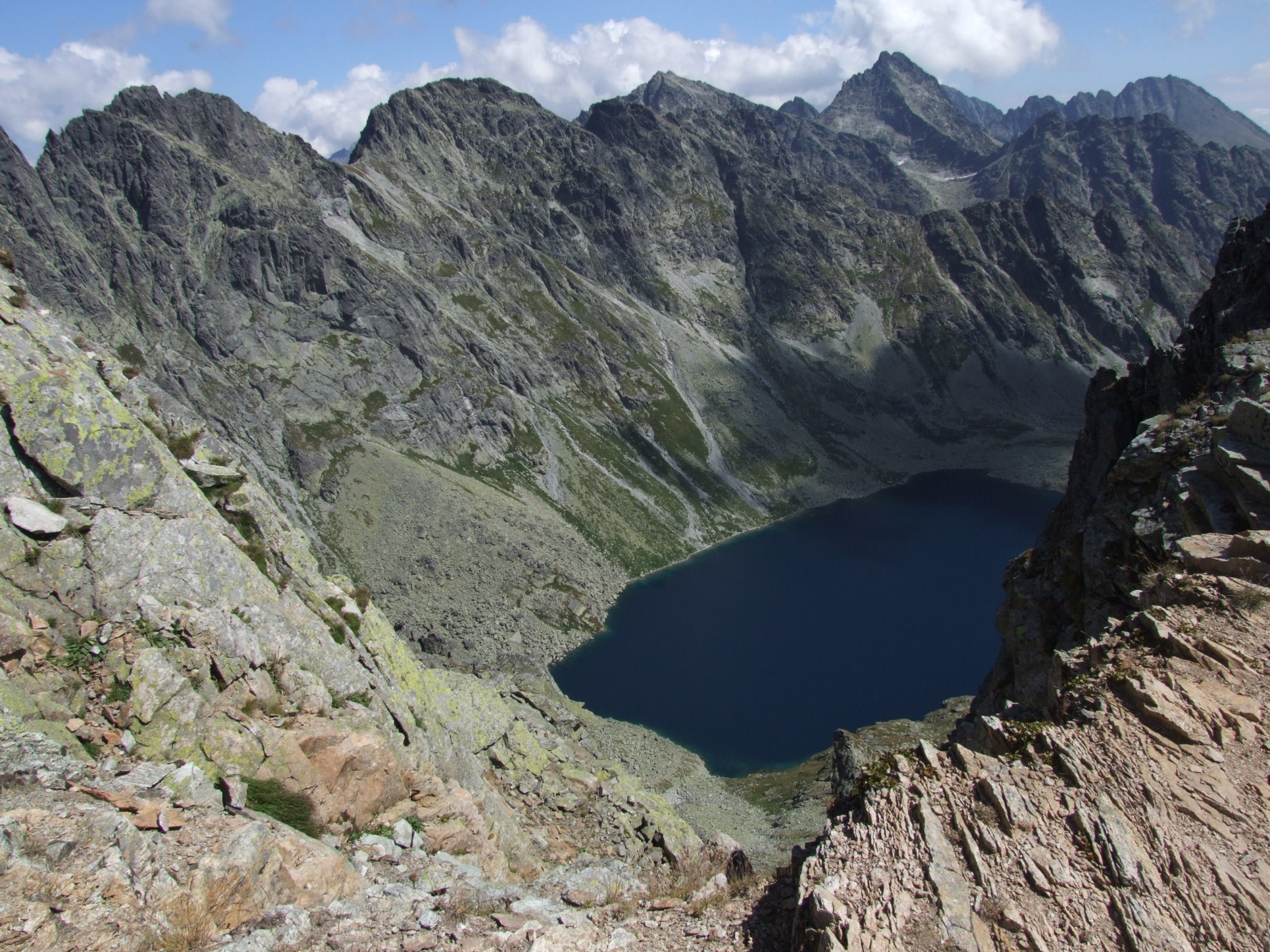
Prostredný a Východný Mengusovský štít, Rysy, Vysoká, Končistá.
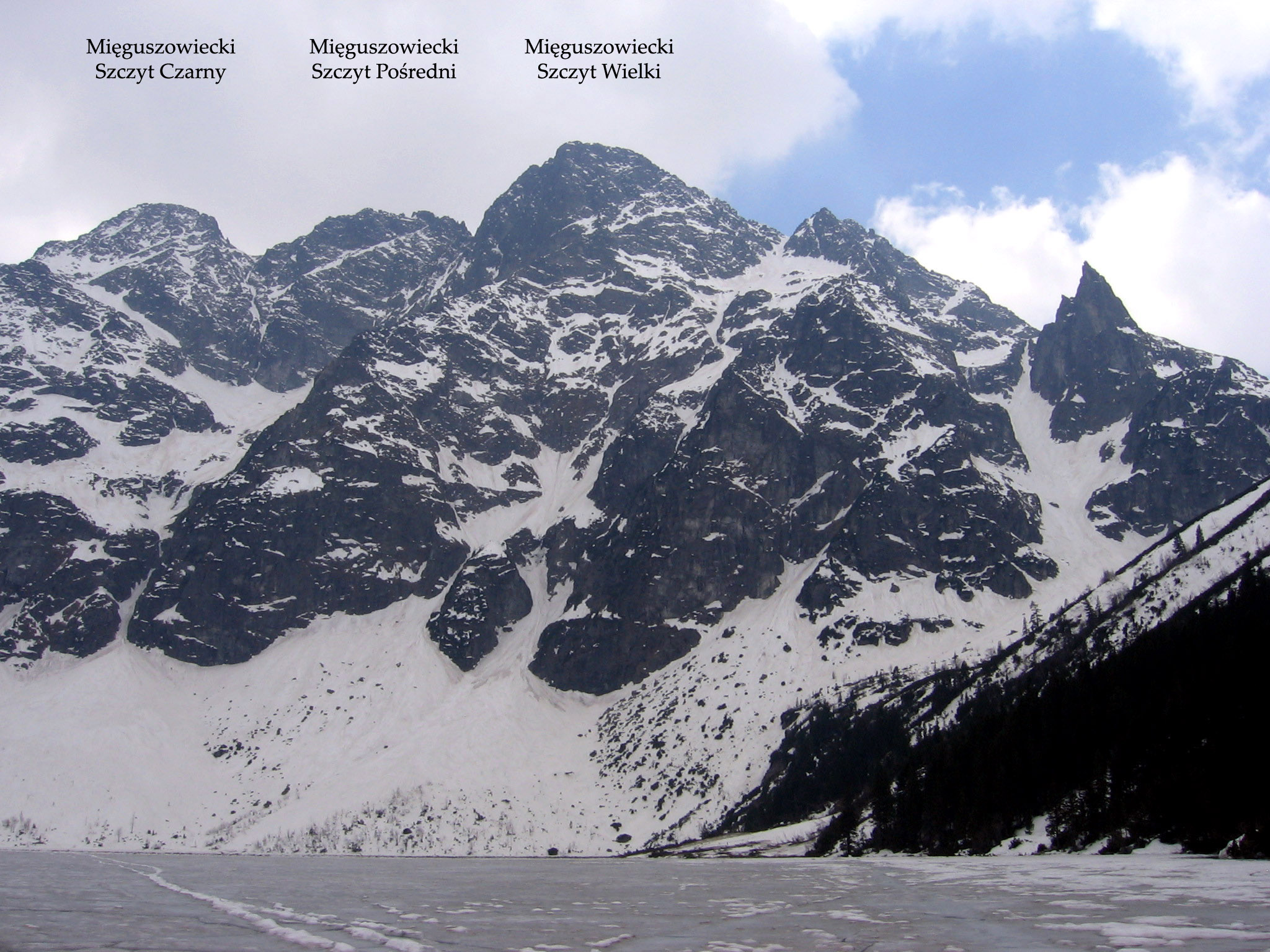
Mengusáky popísané polsky, Čubrina a Mnich.